# Linie van Den Hout
De Linie van Den Hout vormt een natuurgebied van dat eigendom is van Staatsbosbeheer. Samen met de Spinolaschans en de Linie van de Munnikenhof beslaat het gebied 42 ha. De linie bevindt zich tussen Den Hout en Made.
Het betreft een vervallen stelsel van aarden wallen en grachten, in 1701 aangelegd door Menno van Coehoorn in de tijd van de Spaanse Successieoorlog. Ze maakte deel uit van de Zuiderfrontier. De linie werd, vanwege haar zigzagvorm, een getenailleerde linie genoemd. Het was onderdeel van een stelsel verdedigingswerken tussen Breda en Geertruidenberg. Uiteindelijk werden hier drie redoutes aangelegd.
Vanaf 1830 gaf Defensie toestemming om de, voordien kale, wallen met eiken te beplanten. De boeren gebruikten deze voor geriefhout. Aldus ontstond een oud bos. In 2004 werd in het oosten van de schans een deel van de eiken gekapt om de zigzagvorm weer beter zichtbaar te maken.